# تهاجم مغول‌ها به اروپا
تهاجم مغول‌ها به اروپا (به انگلیسی: Mongol invasion of Europe) با آغاز سده سیزدهم میلادی امپراتوری مغول پس از اضمحلال قلمروی اسلاوهای شرقی همچون روس کیف و ولادیمیر، اروپا را مورد تهاجم قرار داد. ادامهٔ این تهاجم به اروپای مرکزی نیز تسری داشت که منجر به وقوع جنگ‌هایی میان مغول‌ها و بخش‌های منقسم شدهٔ لهستان گردید. در پادشاهی مجارستان نیز جنگ‌های مهمی همچون نبرد لگنیکا (۹ آوریل ۱۲۴۱) و نبرد موهی (۱۱ آوریل ۱۲۴۱) به وقوع پیوست.

## نگارخانه

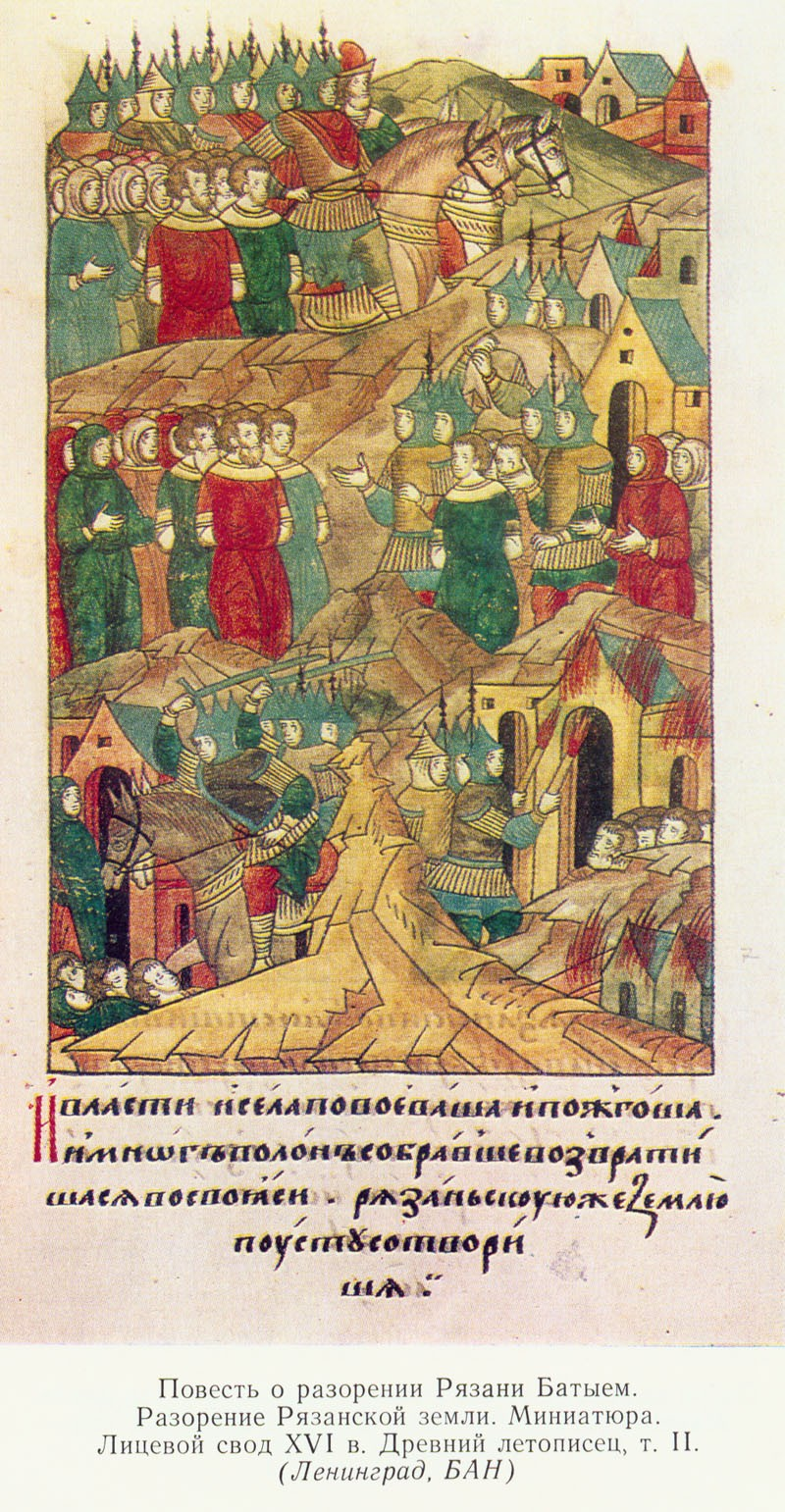
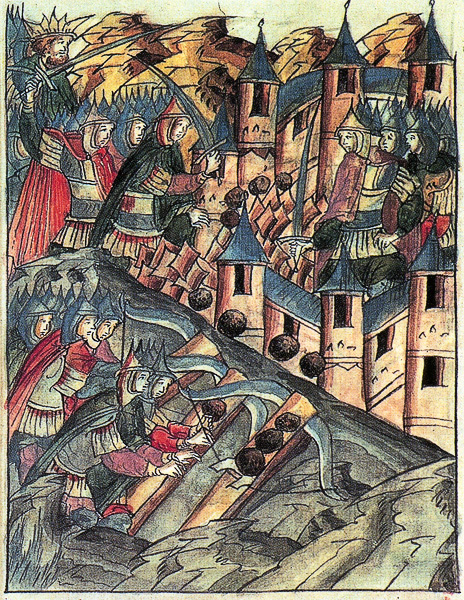
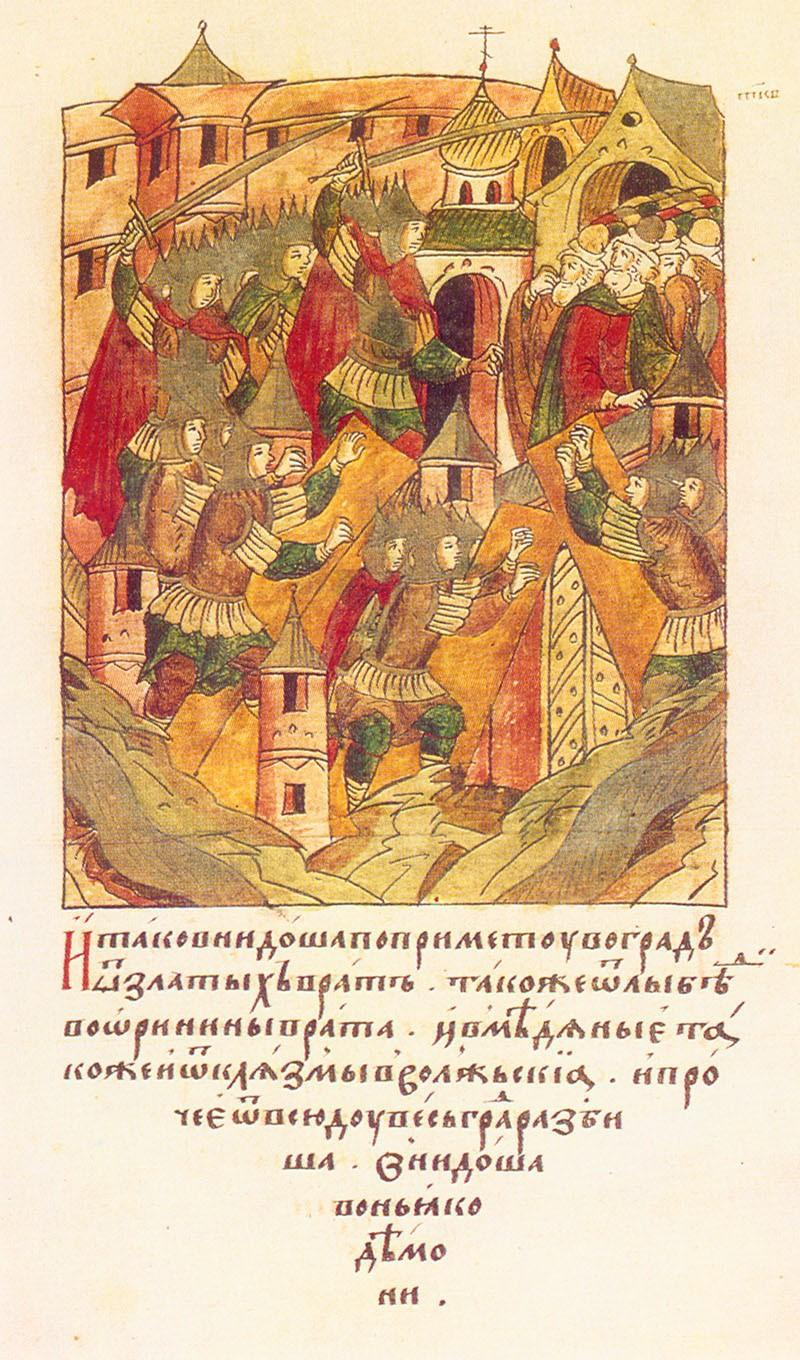
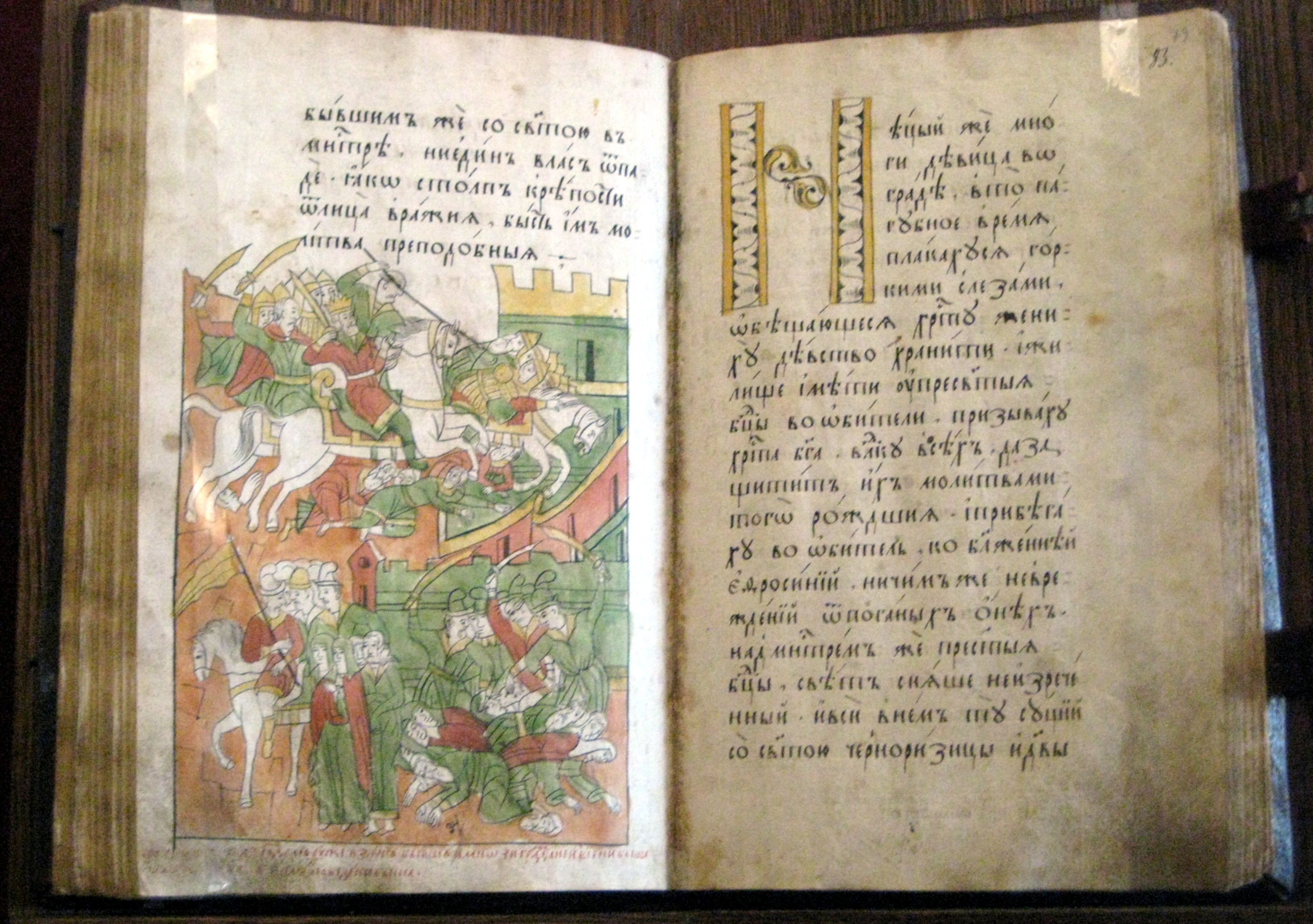
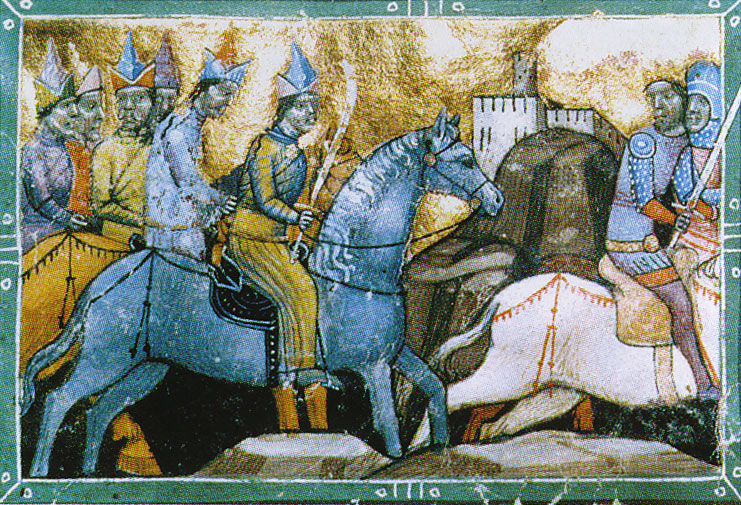